# Coniodes plumigeraria
Coniodes plumigeraria là một loài bướm đêm trong họ Geometridae.